# Cantharellus cinnabarinus
Cantharellus cinnabarinus är en svampart som först beskrevs av Ludwig David von Schweinitz, och fick sitt nu gällande namn av Ludwig David von Schweinitz 1832. Cantharellus cinnabarinus ingår i släktet Cantharellus och familjen kantareller.   Inga underarter finns listade i Catalogue of Life.

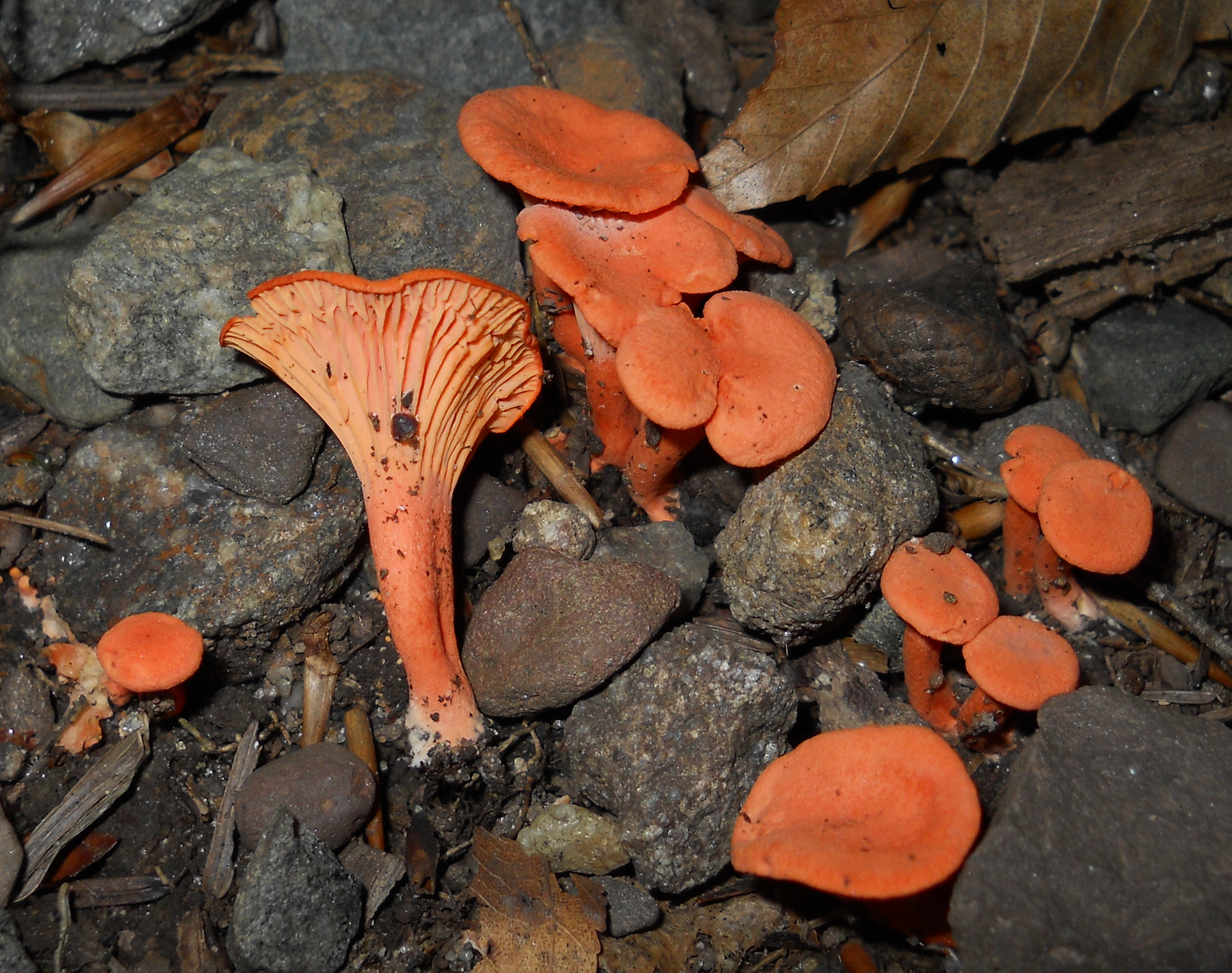
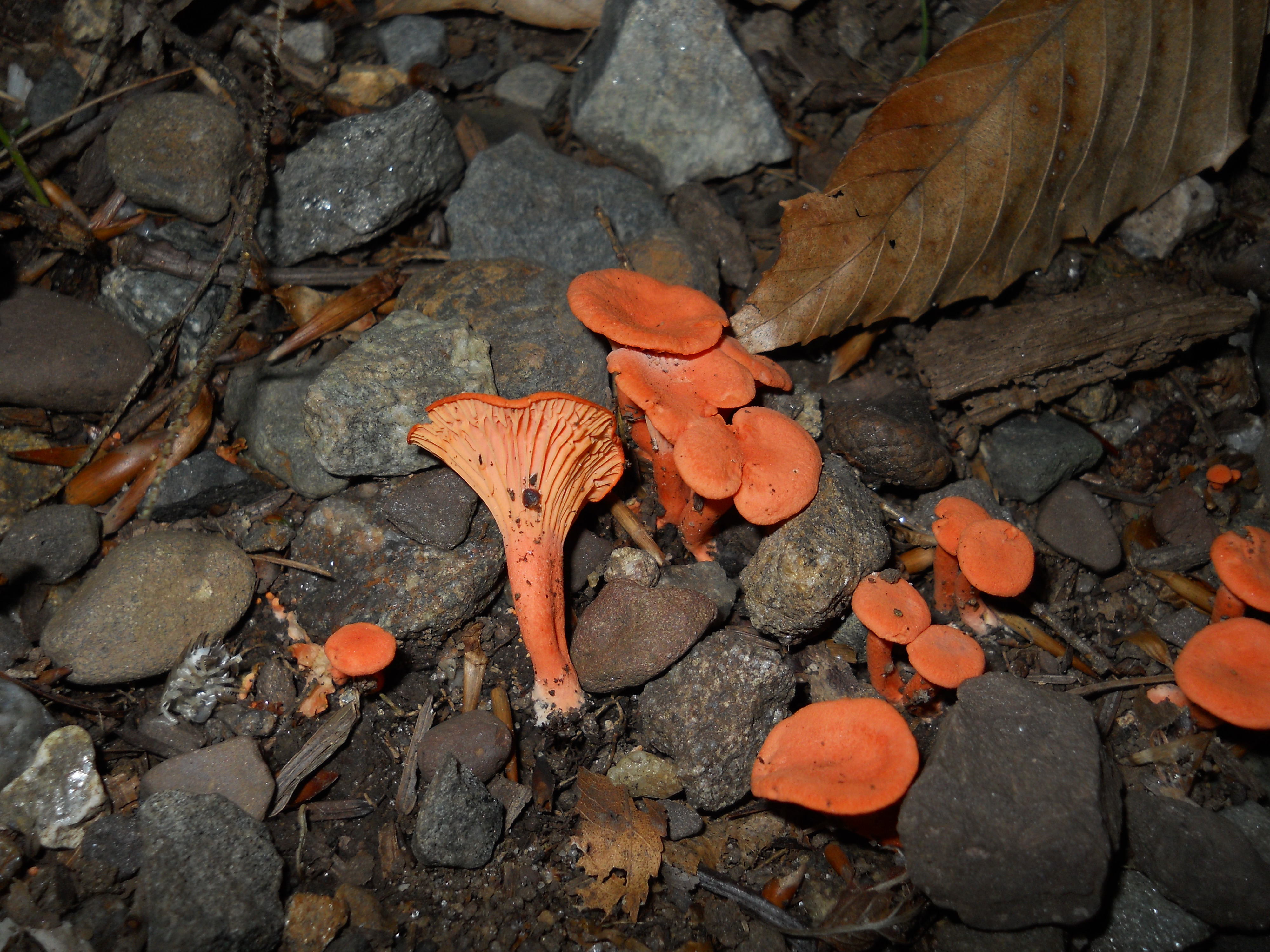
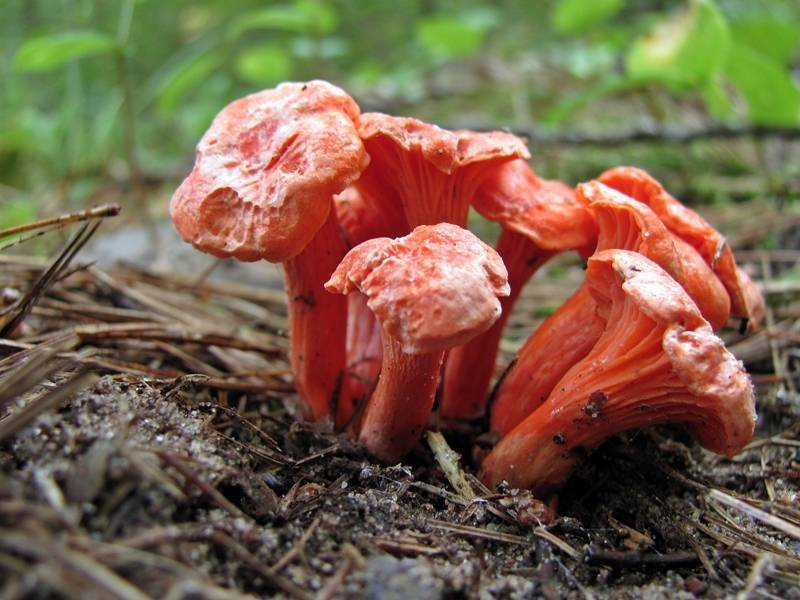
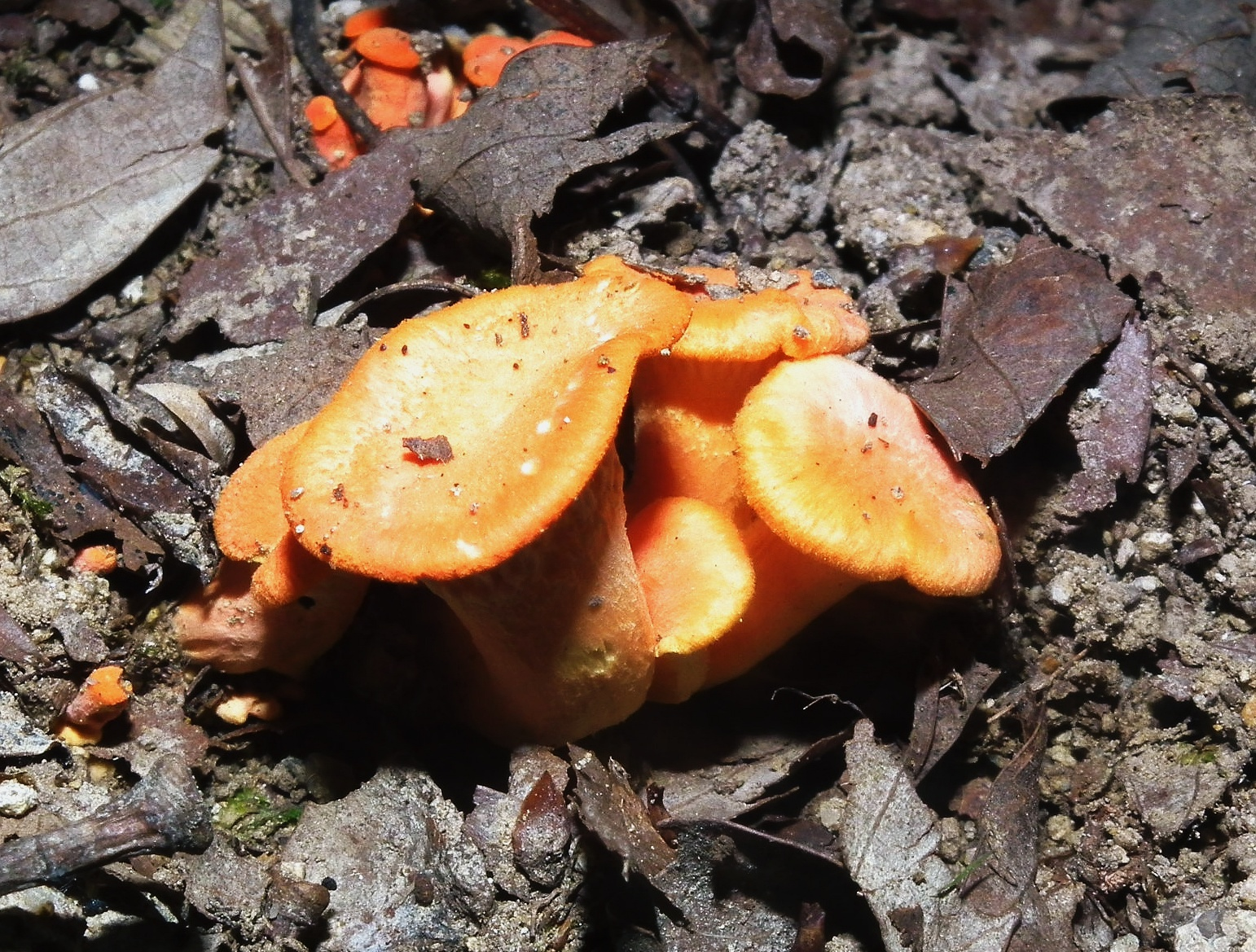